# Ignazio Prinetti
Ignazio Prinetti (Milano, 26 agosto 1814 – Milano, 20 settembre 1867) è stato un politico italiano.
Fu ministro nel Governo Provvisorio della Lombardia costituito dopo l'insurrezione di Milano del marzo 1848 (Cinque giornate di Milano). Fu nominato senatore del Regno di Sardegna con decreto del 29 febbraio 1860.